# 天竜峡駅
天竜峡駅（てんりゅうきょうえき）は、長野県飯田市川路天竜峡にある、東海旅客鉄道（JR東海）飯田線の駅である。

## 概要
伊那盆地南、観光地「天竜峡」を見下ろす川沿いに位置する。1927年に飯田線の前身伊那電気鉄道の起点駅として開業、その後三信鉄道が南から乗入境界駅となり、当駅は両社を繋ぐ要所の駅となった。その後両社は国有化され途中駅となったものの要所としての地位は変わらず、民営化された現在でも普通列車は当駅止まりの列車が数多く設定されている。特急「伊那路」も全列車が停車し、観光地の駅として役割を果たしている。

## 歴史
- 1927年（昭和2年）12月26日：伊那電気鉄道駄科駅 - 当駅間開通時に終着駅として開設[1][4]。一般駅[2]。
- 1932年（昭和7年）10月30日：三信鉄道が門島駅まで開通し当駅に乗入[2][4]。
- 1943年（昭和18年）8月1日：伊那電気鉄道・三信鉄道が飯田線の一部として国有化、鉄道省（後の日本国有鉄道）単独駅となる[2][4]。
- 1971年（昭和46年）12月1日：貨物取扱廃止（旅客駅化）[2]。
- 1985年（昭和60年）3月14日：荷物扱い廃止[2]。
- 1987年（昭和62年）4月1日：国鉄分割民営化に伴い、JR東海に移管[2][5]。
- 1988年（昭和63年）9月4日：駅開設60周年花電車運行。
- 1990年（平成2年）4月：天竜峡温泉発掘を契機に駅舎改修。
- 2013年（平成25年）
  - 9月：台風18号の影響により、当駅 - 平岡駅間は運休となり、バスによる代行輸送となる。
  - 10月10日：当駅 - 平岡駅間運転再開。

## 駅構造
単式ホーム1面1線と島式ホーム1面2線、計2面3線と側線と数本の留置線を有する地上駅。ホーム間の移動用に、ホーム千代駅側に構内踏切がある。下り線（単式ホーム）側に駅舎がある。
駅長は配置されない駅員配置駅（直営駅）であり、飯田駅が当駅を管理する。JR全線きっぷうりばがある。

### のりば
| 番線 | 路線      | 方向 | 行先               | 備考         |
| ---- | --------- | ---- | ------------------ | ------------ |
| 1    | CD 飯田線 | 下り | 飯田・辰野方面     | 特急含む     |
| 1    | CD 飯田線 | 上り | 中部天竜・豊橋方面 | 一部の列車   |
| 2    | CD 飯田線 | 上り | 中部天竜・豊橋方面 | 特急含む     |
| 2    | CD 飯田線 | 下り | 飯田・辰野方面     | 当駅始発のみ |
| 3    | CD 飯田線 | 上り | 中部天竜・豊橋方面 | 当駅始発のみ |

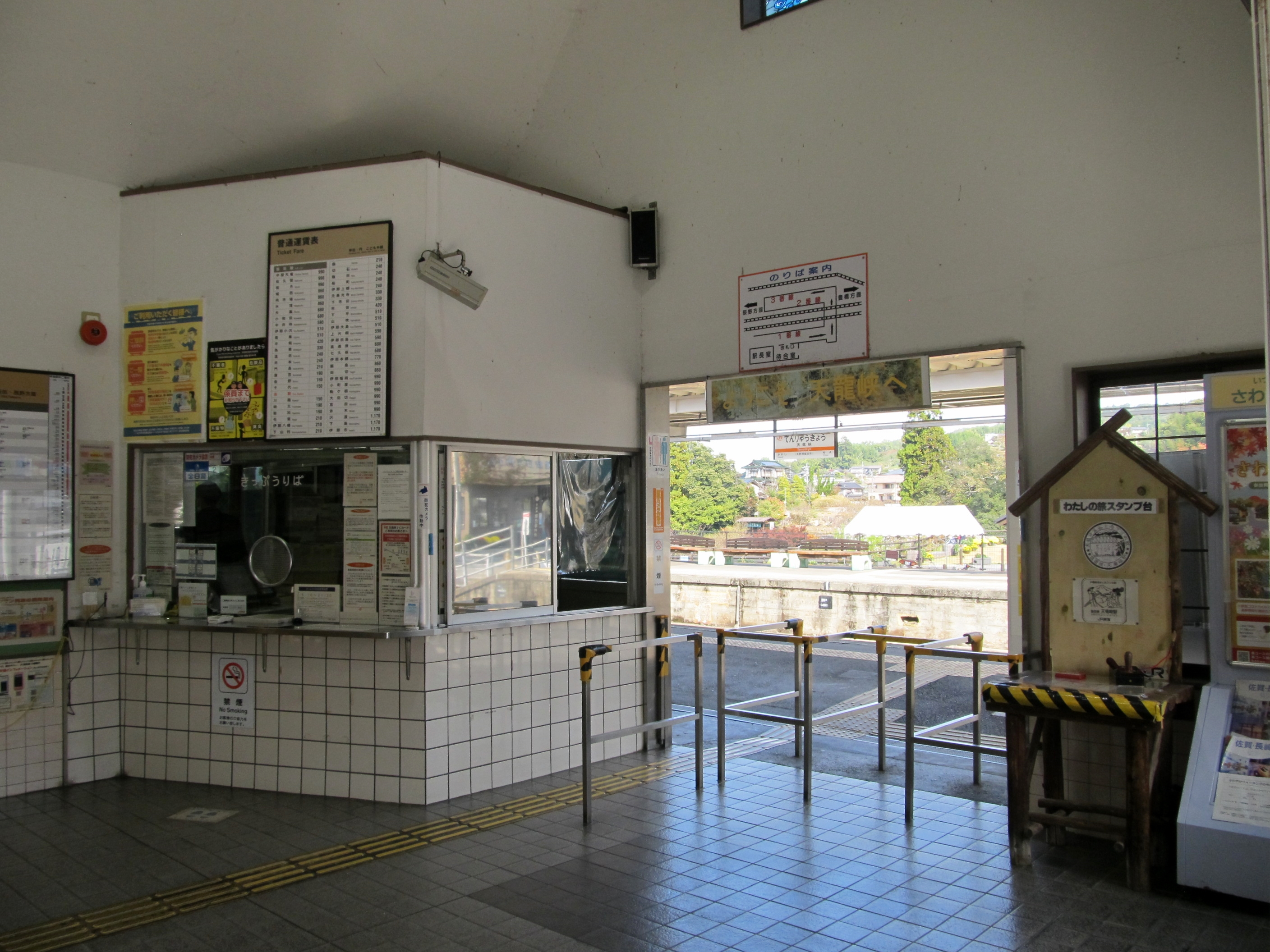
改札口（2022年10月）
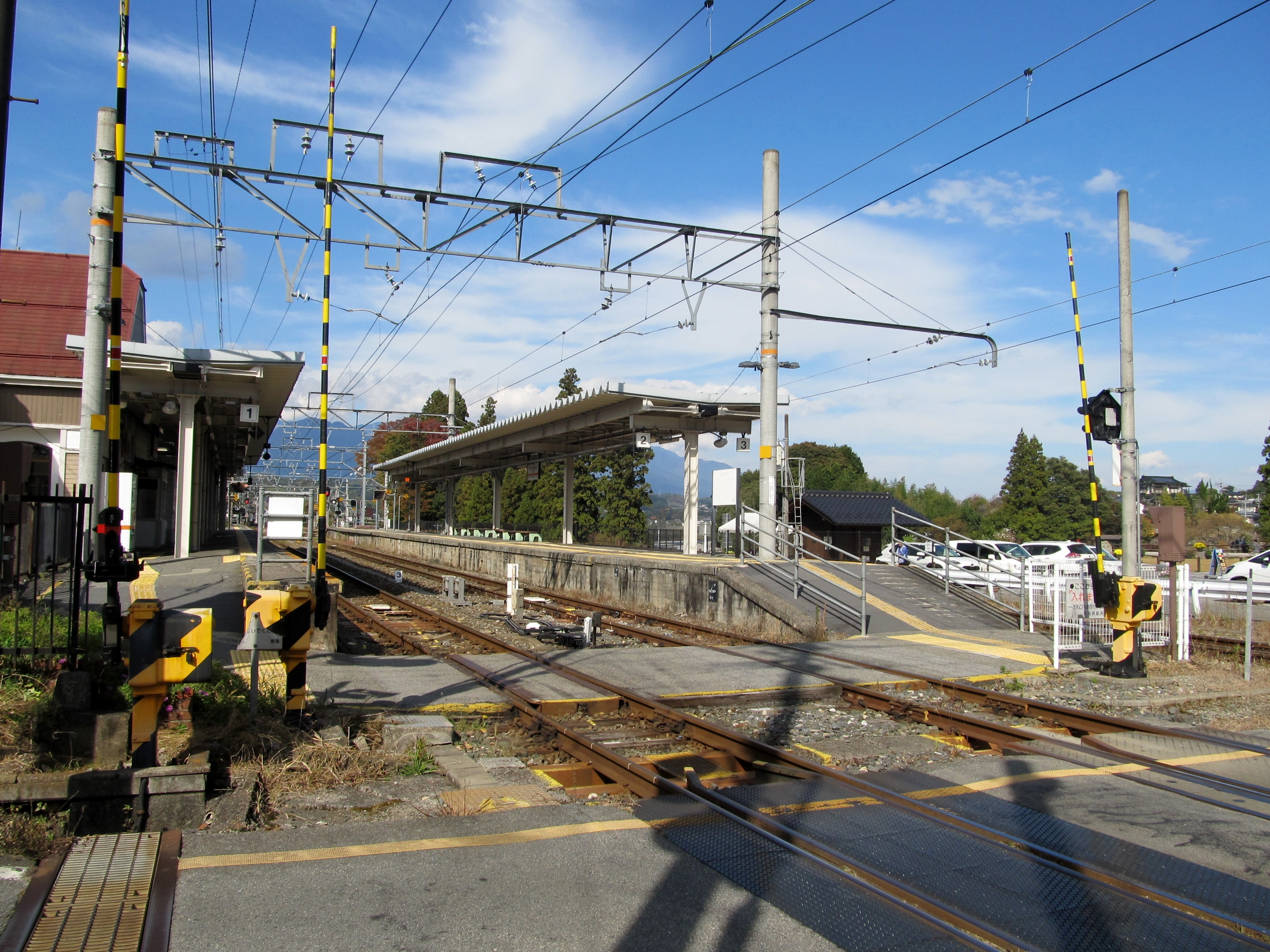
ホーム（2022年10月）
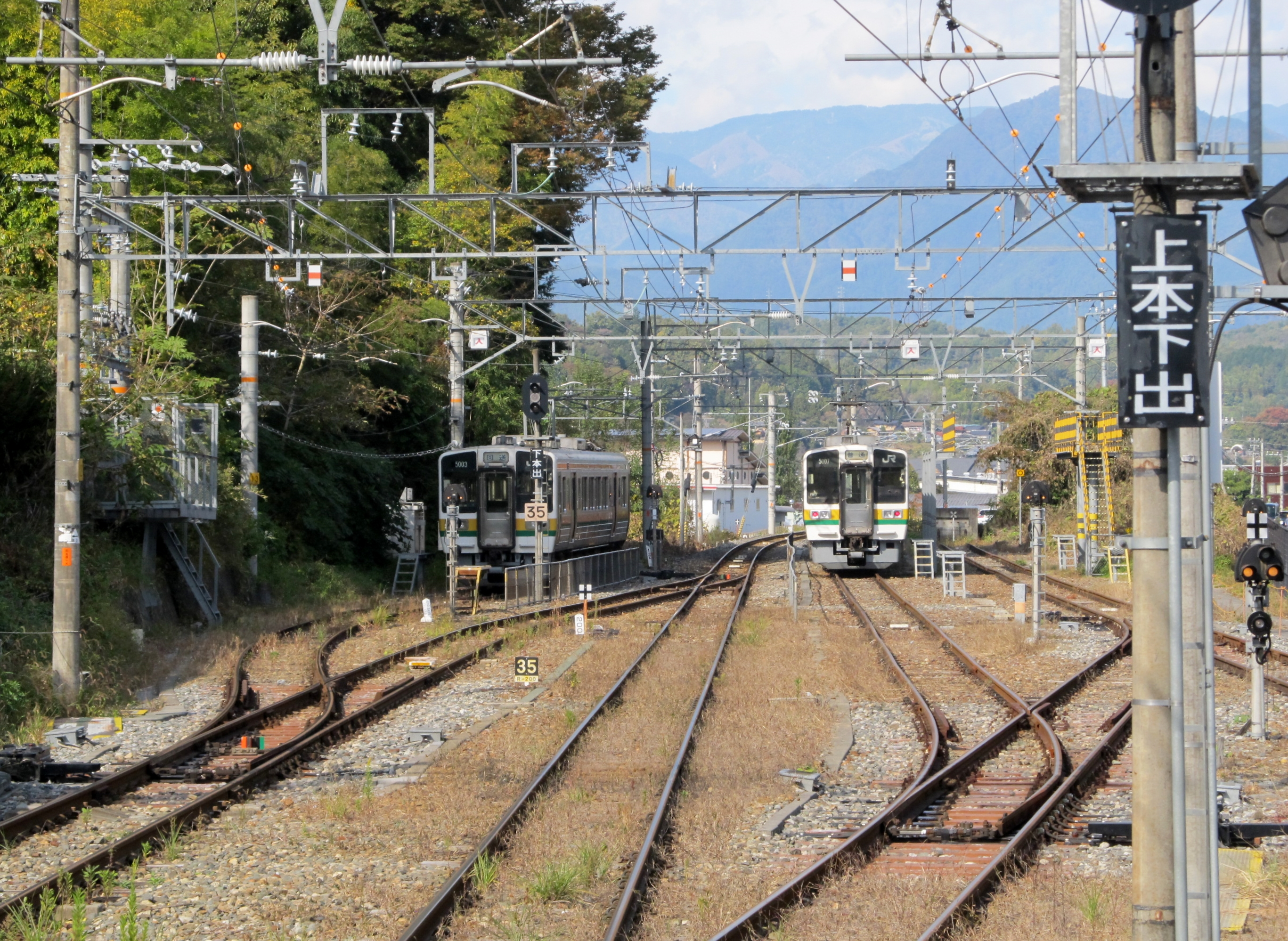
留置線（2022年10月）

## 利用状況
1日平均乗車人員は以下の通り。
| 乗車人員推移 | 乗車人員推移 |
| 年度         | 1日平均人数  |
| ------------ | ------------ |
| 2003         | 438          |
| 2004         | 414          |
| 2005         | 432          |
| 2006         | 416          |
| 2007         | 394          |
| 2008         | 367          |
| 2009         | 336          |
| 2010         | 317          |
| 2011         | 310          |
| 2012         | 301          |
| 2013         | 314          |
| 2014         | 293          |
| 2015         | 319          |
| 2016         | 285          |
| 2017         | 281          |
| 2018         | 243          |

## 駅周辺

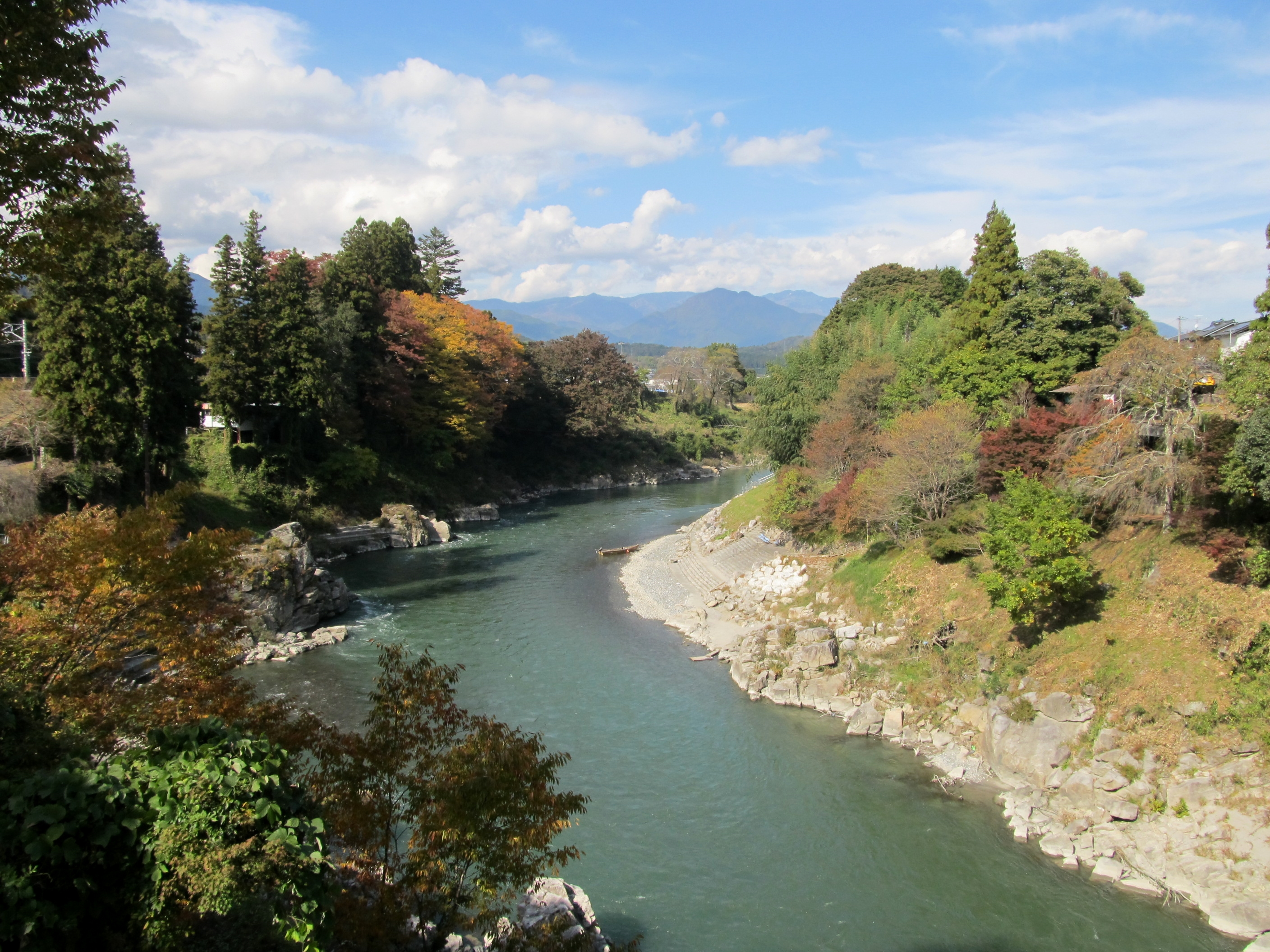
天竜峡

観光地として有名な渓谷、国指定名勝「天竜峡」が駅の目の前にあり、遊歩道や展望台が整備されている。付近には天竜峡温泉が湧いており、旅館や土産物店が軒を連ねる温泉街となっている。しかし、長野・新宿方面からの直通電車の廃止や、道路が狭く大型観光バスが乗入れにくいので、利用客減少に伴い数軒の旅館が閉鎖に追込まれる等、観光面で苦戦を強いられている。
- 天竜川
- 姑射橋
- 天龍峡温泉港 - 天竜ライン下りの乗船場[8]
- 八十二銀行天竜峡支店
- 三遠南信自動車道（飯喬道路）天龍峡IC

## 隣の駅
東海旅客鉄道（JR東海）
CD 飯田線
- 特急「伊那路」・臨時急行「飯田線秘境駅号」停車駅

■快速（上りのみ運転、当駅から川路寄りは普通列車）・■普通
門島駅 - 金野駅（※） - 千代駅（※） - 天竜峡駅 - 川路駅
- （※）一部普通列車は金野駅を通過する（下り当該列車は千代駅も通過）。